# 林四郎
林 四郎（はやし しろう、1922年1月11日 - 2022年3月4日）は、日本の国語学者。筑波大学名誉教授。国立国語研究所名誉所員。

## 来歴・人物
東京都生まれ。1942年、東京帝国大学文学部国文学科入学、1年9ヶ月の召集をへて、1947年9月に卒業。
早稲田中学校、早稲田高等学校教諭。1953年に国立国語研究所研究員。1973年に筑波大学教授。1980年に「文の姿勢の研究」で筑波大学文学博士。1984年に定年退官、名誉教授、北京日本学研究センター主任教授。1987年に明海大学教授、1996年、退職。1997年、新しい歴史教科書をつくる会の賛同者に名を連ねる。

## 著書

### 単著
- 劇教材による人間形成の指導 光風出版東京営業所 1955
- ことばと生活の事典 福村書店 1957 (少年少女文庫)
- 日本の文学 岩崎書店 1958 (中学生の国語全書)
- 基本文型の研究 明治図書出版 1960 (現代教育全書)
- 漱石の読みかた 1965 (至誠堂新書)
- 文章表現法講説 学燈社 1969
- 文の姿勢の研究 明治図書出版 1973 (言語教育の基礎論)
- 言語表現の構造 明治書院 1974
- 文学探求の言語学 明治書院 1975
- 言語行動の諸相 明治書院 1978.3
- 私の国語教育論 東京書籍 1982.5 (東書TMシリーズ)
- 漢字・語彙・文章の研究へ 明治書院 1987.2
- 文章論の基礎問題 三省堂 1998.10
- 古今和歌集 四季の歌でたどる日本の一年 みやび出版 2008.7
- 古今和歌集恋の歌が招く。 歌々は想い、歌集は流れる。  みやび出版 2009.11
- パラダイム論で見る句末辞文法論への道 みやび出版, 2010.7

### 共編著
- 子どもの思考とことば 村石昭三共著 明治図書出版 1958
- 中学国語の系統的学力診断法 辰見敏夫共編 国土社 1962
- 国語の授業 1-6年生　松山市造、湯山厚、鴻巣良雄、相原永一、北村季夫共著 国土社 1963
- 敬語ガイド 堀川直義共編著 明治書院 1969
- 敬語講座 全10巻 南不二男共編 明治書院 1973-74
- 敬語の使い方 大石初太郎共編 明治書院 1975 (作法叢書)
- 現代作文講座 全8巻 林大,森岡健二共編 明治書院 1976-77
- ことばを大切にする文学教材指導の技法 石田佐久馬共編著 東京書籍 1982.5 (東書TMシリーズ)
- 子育て名言名話集 1-3 桑原博史共著 フレーベル館 1985―87
- 例解新国語辞典 第2版 相澤正夫,大島資生,篠崎晃一共編 三省堂 1987.3
- 新日韓辞典 金貞淑編訳 民衆書林 1992.3
- 日本の漢字・中国の漢字 松岡栄志共著 三省堂 1995.7
- 新韓日辞典 金貞淑編著・訳 民衆書林 1996.4
- 三省堂例解小学漢字辞典 大村はま共編 三省堂 1997.3